# Synagoga Abrama Lipszyca w Łodzi (ul. Wschodnia 58)
Synagoga Abrama Lipszyca w Łodzi – prywatny dom modlitwy znajdujący się w Łodzi przy ulicy Wschodniej 58.
Synagoga została zbudowana w 1898 roku z inicjatywy Abrama Lipszyca. Podczas II wojny światowej hitlerowcy zdewastowali synagogę.